# Bellprat
Bellprat település Spanyolországban, Barcelona tartományban. Lakosainak száma 69 fő (2024).

## Földrajza
Bellprat Santa Coloma de Queralt, Les Piles, Pontils, Sant Martí de Tous és Santa Maria de Miralles községekkel határos.

## Népesség
A település lakosságának változását az alábbi diagram mutatja:
| Lakosok száma | 63   | 314  | 309  | 183  | 93   | 90   | 92   | 78   | 64   | 69   |
|               | 1717 | 1887 | 1936 | 1960 | 1986 | 2004 | 2009 | 2014 | 2019 | 2024 |